# Jaqui (distrito)
O Distrito peruano de Jaqui é um dos treze distritos que formam a Província de Caravelí, situada no Departamento de Arequipa, pertencente a Região Arequipa, Peru.

## Transporte
O distrito de Jaqui é servido pela seguinte rodovia:
- AR-103, que liga o distrito de Yauca à cidade[1][2][3]